# Karl Lanjus von Wellenburg
Karl hrabě Lanjus von Wellenburg (německy Carl Franz Reichsgraf Lanjus von Wellenburg) (9. května 1856 San Martino al Tagliamento – 22. srpna 1913 Pula) byl rakousko-uherský admirál. Jako absolvent námořní akademie sloužil u c. k. námořnictva od roku 1874, zúčastnil se několika válečných konfliktů, vystřídal službu na různých lodích a působil i v námořní administraci. Na jaře 1913 byl povýšen do hodnosti viceadmirála, krátce poté zemřel na následky zranění při výbuchu granátu během přehlídky válečného námořnictva.  

## Biografie

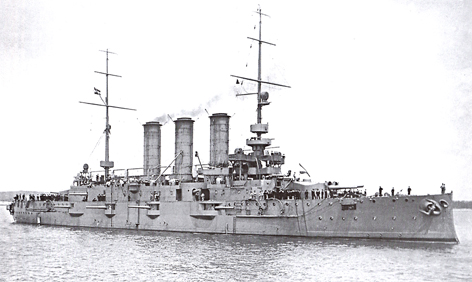
SMS Erzherzog Karl, vlajková loď Karla Lanjuse v letech 1910–1911

Pocházel ze staré německé šlechtické rodiny připomínané od 12. století. Narodil se jako starší syn c. k. majora hraběte Karla Lanjuse (1797–1876) a jeho manželky Johanny, rozené Finardi (1819–1887). Studoval na C. k. námořní akademii v Rijece (1870–1874) a k námořnictvu vstoupil v roce 1874 jako kadet. Následně prošel výcvikem na cvičné lodi SMS Adria a v dalších letech působil u Hydrografického úřadu v Pule. V roce 1878 byl povýšen na praporčíka a jako nižší důstojník vystřídal službu na lodích různého typu, na palubě jachty Fasana navštívil v roce 1881 Anglii. Postupoval v hodnostech (poručík II. třídy 1885, poručík I. třídy 1888). V letech 1891–1895 působil jako pedagog na C. k. námořní akademii, kde vyučoval manévrování. Poté byl velitelem několika dělových člunů a v roce 1898 dosáhl hodnosti korvetního kapitána. Jako první důstojník na palubě křižníku SMS Kaiserin Elisabeth absolvoval v roce 1899 cestu na Dálný východ, kde se rakousko-uherské loďstvo zúčastnilo potlačení boxerského povstání v Číně.. Jako pobočník admirála Rudolf Montecuccoli poté ještě navštívil Japonsko.
V letech 1900–1902 byl zástupcem velitele C. k. námořní akademie v Rijece a  k datu 1. ledna byl 1900 povýšen na fregatního kapitána. V letech 1902–1903 byl velitelem křižníku SMS Szigetvár a poté byl přednostou VII. oddělení u Námořního technického výboru. Dne 1. listopadu 1905 získal hodnost kapitána řadové lodě, následně byl velitelem na bitevních lodích SMS Monarch (1905–1906) a SMS Arpád (1906–1907). V letech 1907–1908 velel postupně dvěma dělostřeleckým výcvikovým lodím SMS Radetzky a SMS Adria.

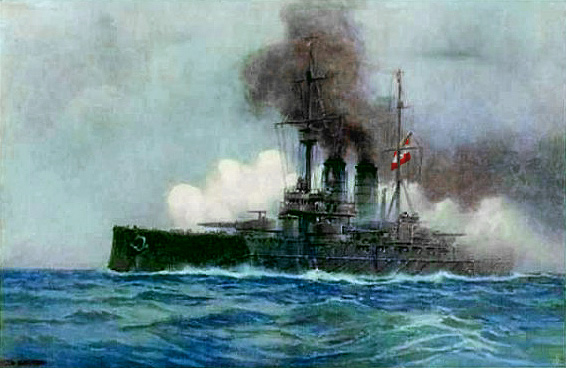
SMS Erzherzog Franz Ferdinand, vlajková loď kontradmirála Karla Lanjuse jako velitele námořní divize (1911–1912)

K datu 1. ledna 1909 byl povýšen do hodnosti kontradmirála a na svých vlajkových lodích SMS Monarch a SMS Erzherzog Karl byl v letech 1909–1910 velitelem záložní eskadry. Mezitím také vykonával funkci zástupce prezidenta Námořního technického výboru. V letech 1911–1912 byl velitelem divize na vlajkové lodi SMS Erzherzog Franz Ferdinand. V září 1912 byl jmenován do funkce prezidenta Námořního technického výboru a 1. května 1913 dosáhl hodnosti viceadmirála.
Při příležitosti oslav narozenin císaře Františka Josefa dne 18. srpna 1913 se v přístavu Pula konala přehlídka a zkouška nových zbraní námořního dělostřelectva. Při manipulaci s municí došlo k výbuchu granátu v bezprostřední blízkosti admirála Lanjuse a jeho doprovodu. Na místě zahynuli tři důstojníci, došlo i ke zranění řady dalších osob včetně zástupce firmy Škoda, která munici dodávala. Karl Lanjus při explozi utrpěl destruktivní zranění obou dolních končetin a na jejich následky zemřel v nemocnici o čtyři dny později. S vojenskými poctami a za účasti široké veřejnosti byl pohřben na námořním hřbitově v Pule 25. srpna 1913.

## Rodina
V roce 1886 se v Pule oženil s Danicou Soykovou (1865–1933), dcerou vrchního lodního inženýra Morize Soyky. Z jejich manželství se narodily čtyři děti. Nejstarší dcera Hilda (1887–1957) byla manželkou německého zoologa Thilo Krumbacha (1874–1949), profesora univerzity v Berlíně. Syn Friedrich (1888–1940) působil ve státní správě a zabýval se genealogií.
Jeho mladší bratr August (1860-1916) sloužil také u námořnictva a dosáhl hodnosti kontradmirála. 

## Tituly a ocenění
Byl uživatelem šlehtického titulu říšský hrabě, který rodina získala v roce 1757. Během služby u námořnictva se stal nositelem několika vyznamenání v Rakousku-Uhersku i v zahraničí.

### Rakousko-Uhersko
- Válečná medaile (1879)
- Vojenský záslužný kříž (1895)
- Jubilejní pamětní medaile (1898)
- Služební odznak pro důstojníky III. třídy (1899)
- Řád železné koruny III. třídy  (1907)
- Vojenský jubilejní kříž (1908)

### Zahraničí
- Řád červené orlice III. třídy (1899, Německo)
- Řád knížete Danila I. III. třídy (1899, Černá Hora)
- Řád Osmanie IV. třídy (1899, Osmanská říše)
- komandérský kříž Řádu svatého Řehoře Velikého (1899, Papežský stát)
- komandérský kříž Řádu rumunské hvězdy (1902, Rumunsko)
- Řád Medžidie II. třídy (1907, Osmanská říše)